# Anjo com coroa de espinhos
O Anjo com coroa de espinhos é uma escultura do artista italiano Gian Lorenzo Bernini (1598–1680). Originalmente comissionada pelo Papa Clemente IX para o projeto da Ponte de Santo Ângelo, a estátua foi substituído por uma cópia e o original foi transferido para Sant'Andrea delle Fratte, em Roma, Itália. A estátua foi iniciada em 1667 e concluída em 1669. O modelo em terracota para a escultura é mantido pelo Museu do Louvre em Paris.